# Justine Suissa
Justine Suissa (Londra, 21 marzo 1970) è una cantautrice britannica.

## Carriera
Insieme ai dj Jono Grant, Paavo Siljamäki e Tony McGuinness, già membri del gruppo Above & Beyond, fa parte del gruppo degli OceanLab.
Justine Suissa inizia la sua carriera di cantante nel 2000, collaborando con Chicane per la realizzazione del singolo Autumn Tactics. L'anno successivo avviene l'incontro con i dj Jono Grant, Paavo Siljamäki e Tony McGuinness, membri del gruppo Above & Beyond: nasce così una collaborazione stabile che dà origine al gruppo OceanLab.
Parallelamente a questo progetto, Suissa continua a collaborare con vari artisti: decisivo in questo senso è il 2003, quando è con il dj Silvester per il singolo One More Step To Heaven e con Masters & Nickson per il brano Out There (5th Dimension).
Sempre nel 2003 collabora con Robbie Rivera per il brano Girlfriend, che viene edito con il nome di Keylime e con Armin Van Buuren per Never Wanted This.
Nel 2004 è di nuovo con Armin Van Buuren per Burned With Desire e collabora con Markus Schulz per Somewhere (Clear Blue).
Nel 2005 si rinsalda l'amicizia con Van Buuren con la realizzazione del singolo Wall Of Sound, e si bissa nel 2006 con Simple Things: nel 2006 abbiamo un altro bis con la collaborazione con Robbie Rivera per Float Away.
Segue un lungo periodo in cui si dedica esclusivamente al progetto OceanLab, salvo poi tornare alla collaborazione con Markus Schulz nel 2010 con il singolo Perception.

## Discografia
- OceanLab feat. Justine Suissa - Clear Blue Water (2001)
- OceanLab feat. Justine Suissa - Sky Falls Down (2002)
- OceanLab feat. Justine Suissa - Beautiful Together (2003)
- OceanLab feat. Justine Suissa - Satellite (2004)
- OceanLab feat. Justine Suissa - Sirens Of The Sea (2008)
- OceanLab feat. Justine Suissa - Breaking Ties (2008)
- OceanLab feat. Justine Suissa - Miracle (2008)
- OceanLab feat. Justine Suissa - Lonely Girl (2009)
- OceanLab feat. Justine Suissa - On a good day (2009)
- OceanLab feat Justine Suissa - Another Chance (2015)
- Above & Beyond feat. Justine Suissa - Little Something (2015)
- Above & Beyond feat. Justine Suissa - Alright Now (2017)
- Above & Beyond feat. Justine Suissa - Naked (2018)
- Above & Beyond feat. Justine Suissa - Cold Feet (2018)
- Armin van Buuren feat. Justine Suissa - Burned With Desire (2003)
- Armin van Buuren feat. Justine Suissa - Never Wanted This (2003)
- Armin van Buuren feat. Justine Suissa - Wall Of Sound (2005)
- Armin van Buuren feat. Justine Suissa - Simple Things (2006)
- Chicane feat. Justine Suissa - Autumn Tactics (2000)
- Silvester feat. Justine Suissa - One More Step To Heaven (2003)
- Masters & Nickson feat. Justine Suissa - Out There (5th Dimension) (2003)
- Markus Schulz pres. Elevation feat. Justine Suissa - Somewhere (Clear Blue) (2004)
- Markus Schulz feat. Justine Suissa - Perception (2010)
- Robbie Rivera feat. Justine Suissa - Girlfriend (2003)
- Robbie Rivera feat. Justine Suissa - Float Away (2006)